# Ondine (Giraudoux)
Ondine è un dramma in tre atti scritto da Jean Giraudoux, nel 1939.
L'autore, nel scrivere l'opera, si ispirò al racconto dello scrittore tedesco Friedrich de la Motte Fouqué, Undine, del 1811. Una storia simile viene raccontata anche nell'opera Rusalka del compositore boemo Antonín Dvořák.
La prima rappresentazione teatrale dell'opera risale all'aprile del 1939 a Parigi, con Louis Jouvet e Madeleine Ozeray.
In seguito, la pièce venne rappresentata a Broadway nella versione del 1954 diretta da Alfred Lunt e interpretata dall'attore statunitense Mel Ferrer e dall'attrice britannica Audrey Hepburn.
La prima inglese risale invece al 1961, messa in scena dalla Royal Shakespeare Company e diretta da Peter Hall. In questa rappresentazione figurano nel cast l'attrice francese Leslie Caron, nel ruolo della protagonista, Ondine, e l'attore britannico Ian Holm.
Sia il dramma, che le rappresentazioni succitate ebbero un grande successo di critica.
Il mito di Ondine (non basato sull'opera di Giraudoux) fu trasformato anche in balletto, coreografia di Frederick Ashton su musica di Hans Werner Henze.

## Trama
Ondine è uno spirito dell'acqua che, affascinata dal mondo mortale, vive presso due pescatori come fosse la loro figlia. Un giorno un cavaliere, Hans, chiede ospitalità alla coppia e incontra Ondine. Dopo poco lei dichiara il suo amore ad Hans che, nonostante fosse promesso sposo di Bertha,  la ricambia. Hans viene informato della vera natura di Ondine, essere fatato capace di manovrare gli elementi e di leggere nei pensieri delle persone, ma decide comunque di sposarla. Venuto a conoscenza delle loro intenzioni, il Re delle creature del lago mette in guardia Ondine sulla difficoltà di un legame tra due essere così diversi e la lega ad un patto: se Hans la tradirà, morirà ed Ondine si dimenticherà di lui. Ondine, sicura del loro amore, accetta.
Nel secondo atto Ondine, dopo tre mesi di luna di miele, viene presentata a corte dove il Ciambellano cerca di educarla agli usi e ai costumi degli esseri umani. Ma lo spirito è troppo ingenuo e sincero per abituarsi agli usi di corte. La sua freschezza la rende però amabile agli occhi del Ciambellano e di Bertram, uomo di corte, cosa che infastidisce molto Hans. Nel frattempo Ondine conosce Bertha, che era stata la promessa sposa di Hans. Bertha è gelosa ed orgogliosa e cerca in tutti modi di riconquistare Hans. Spaventata dal fatto che Hans possa tradirla e quindi morire, Ondine confida alla regina Yseult la natura del patto che la lega al Re del lago e le confida la sua intenzione di invitare Bertha a vivere con lei e Hans, sperando ingenuamente che, avendola vicina, Bertha non abiti più i pensieri del Cavaliere. La regina, consapevole della natura dell'uomo, la sconsiglia, ma rimane colpita dalla generosità di Ondine. Bertha, orgogliosa, non accetta la proposta di Ondine e, per vendicarsi, parla della vera natura di Ondine, prendendosi gioco della sua "diversità". Il Re del lago, travestito da illusionista, svela, durante uno spettacolo a corte, la verità sulla provenienza di Bertha, che non è nobile, bensì figlia di quegli stessi pescatori che avevano ospitato Ondine. Offesa, Bertha rinnega i suoi genitori, ma proprio a causa di questo suo comportamento e delle sue bugie, viene allontanata dalla corte. Ondine, allora, la invita nuovamente a vivere con lei e Hans presso il loro castello. Questa volta, Bertha accetta.
Il terzo atto si apre mostrandoci un profondo cambiamento. Si stanno preparando le nozze di Hans e Bertha, mentre Ondine è scomparsa da sei mesi. Si mormora che sia fuggita con Bertram e il cavaliere è amareggiato dal comportamento dello spirito. Improvvisamente giunge la notizia che Ondine è stata arrestata e che si sta preparando il suo processo. Hans, davanti ai giudici, dichiara di essersi dimenticato di quell'essere "non umano", ma non riesce a nascondere la sua gelosia. Il Re del lago, nuovamente travestito da popolano, interroga Ondine e Bertram in maniera così efficace da far uscire la verità. Ondine aveva messo in scena la sua fuga d'amore con Bertram, perché, avendo paventato un riavvicinamento tra Bertha e Hans, quest'ultimo non dovesse morire per il suo tradimento. In questo modo, fingendo di averlo tradito essa stessa per prima, lo spirito sperava di aver salvato la vita al suo amato. Quando l'inganno viene scoperto, Hans si rende conto di quanto forte e alto fosse l'amore provato dallo spirito e si pente. Ondine prega il Re del lago affinché Hans non venga ucciso, ma il Re dichiara di non poter fare nulla per aiutarla.
Arriva la morte per Hans e Ondine, richiamata al suo Regno e dimenticatasi dell'uomo, come il patto fatato prevedeva, guarda il corpo senza vita del giovane cavaliere. Andando via, la giovane esclama: «Che peccato! Avrei potuto amarlo!».